# Faramea coerulea
Faramea coerulea är en måreväxtart som först beskrevs av Christian Gottfried Daniel Nees von Esenbeck och Carl Friedrich Philipp von Martius, och fick sitt nu gällande namn av Dc.. Faramea coerulea ingår i släktet Faramea och familjen måreväxter. Inga underarter finns listade i Catalogue of Life.